# Torre Febonio
La torre Febonio è una torre situata a Trasacco (AQ), in Abruzzo. La struttura si caratterizza per la forma quadrata alla base e circolare alla sommità.

## Storia

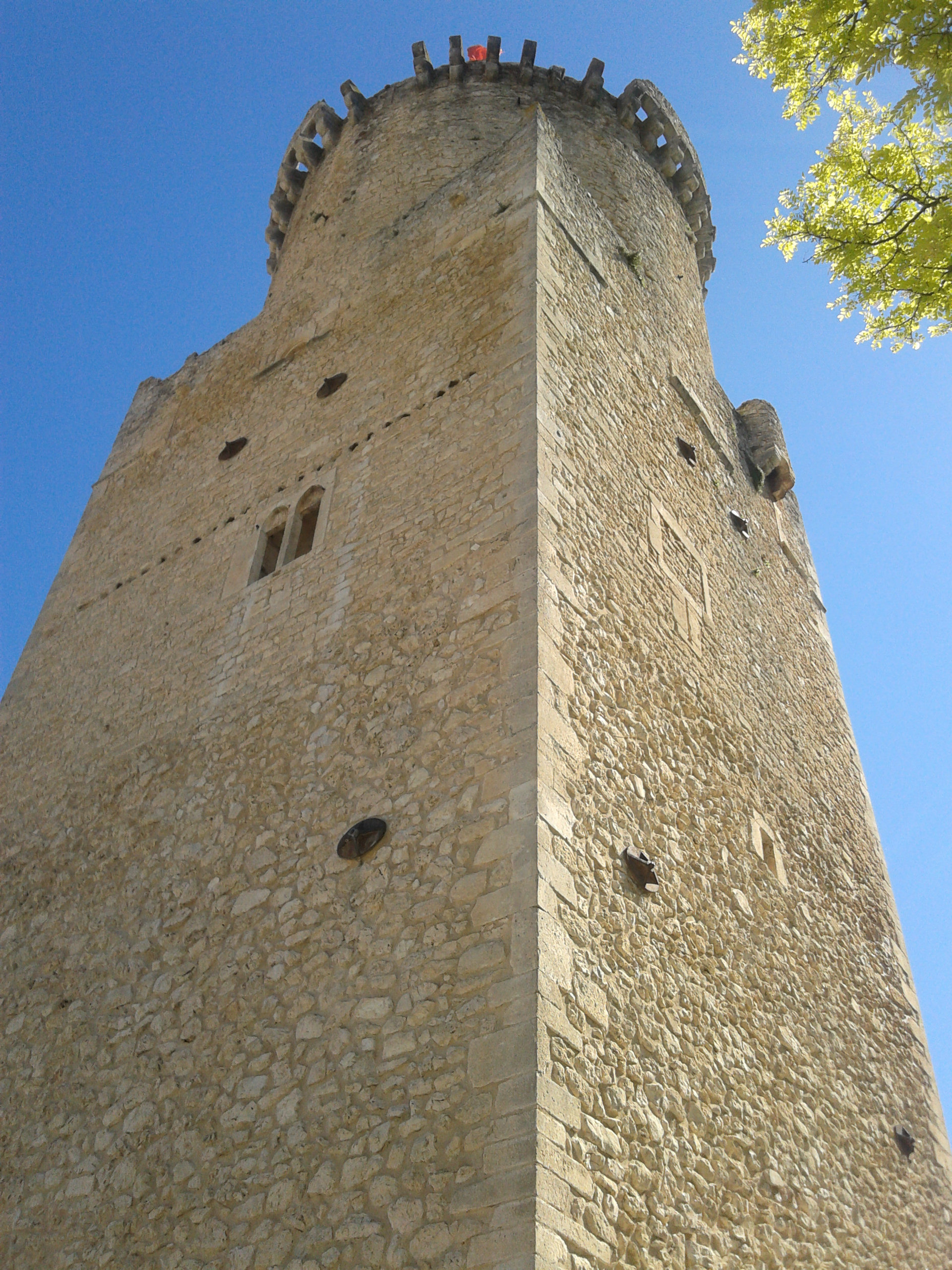
Veduta dal basso

La torre si caratterizza per le edificazione dei livelli in epoche diverse. La base poggia sul sito di un preesistente edificio che sarebbe risalente all'epoca romana, periodo in cui furono realizzati i cunicoli di Claudio per il primo prosciugamento del lago Fucino.
La parte inferiore della torre è risalente al XII secolo e presenta un'architettura in muratura tipica del Basso Medioevo, mentre la parte superiore venne innalzata in epoca rinascimentale dopo il XIV secolo.
In origine il sito venne occupato con ogni probabilità da un edificio di epoca romana su cui a cominciare dal XII secolo venne elevata la parte inferiore della torre di forma quadrata inclusa nel sistema del castello-recinto della villa medievale di Transaquas.
Appartenne nella prima metà del XII secolo al conte dei Marsi Crescenzio che la donò nel 1120 alla chiesa dei Santi Cesidio e Rufino, fece parte in seguito dei possedimenti di Ruggero de Ollia signore di Albe, centro di riferimento politico-amministrativo dell'omonima contea. Probabilmente nel corso del XVI secolo venne acquisita dalla locale famiglia Febonio, da cui in seguito acquisì la denominazione. Saccheggiata e danneggiata durante le invasioni barbariche venne utilizzata per scopi militari difensivi, in particolare risultava collegata visivamente alle torri edificate sulle montagne marsicane o nei borghi d'altura circostanti il lago Fucino.
Terminato lo scopo militare la torre rappresentò un faro per i pescatori del bacino fucense. Il viaggiatore inglese Edward Lear durante il suo viaggio in Abruzzo realizzò un'illustrazione della torre descrivendola "bizzarra e pittoresca" nella sua opera Illustrated Excursions in Italy del 1846.
Danneggiata dal terremoto della Marsica del 1915 venne restaurata a cominciare dagli anni settanta. A seguito dell'ultimo restauro avvenuto nel 2008 è possibile visitare la struttura.
Nel 2016, nella piazza antistante la torre, sono emersi durante i lavori di realizzazione della pavimentazione i resti di una scalinata di epoca romana.

## Descrizione
La torre presenta una forma parallelepipeda alla base e tonda alla sommità. La parte inferiore dagli stili architettonici tipici del Basso Medioevo e del Rinascimento si caratterizza per l'utilizzo delle pietre angolari e presenta vari elementi come le feritoie, gli architravi, la merlatura, le finestre bifore. Su di essa s'inserisce la parte superiore di forma cilindrica dotata di mensole ed archi. L'altezza della struttura supera i 27 metri.